# Sabulodes bilineata
Sabulodes bilineata là một loài bướm đêm trong họ Geometridae.